# 都心等拠点地区
都心等拠点地区（としんとうきょてんちく）とは、東京都が策定したエリア。

## 概要
「区部中心部整備指針」、「副都心整備指針」、1995年の「多摩の心育成・整備指針」、「新しい都市づくりのための都市開発諸制度活用方針」（2001年10月の「東京の新しい都市づくりビジョン」）において示した中核拠点（都心、副都心、新拠点及び核都市）の業務商業市街地ゾーンと、核都市の業務商業地域のことで、地域ごとの将来像や将来像を実現していく方策を示している。
また、東京の新しい都市づくりビジョンでは、東京都、埼玉県、千葉県及び神奈川県の1都3県の区域を東京圏と呼んでいる。

### 都心
東京都の中心業務商業地として以下の通り
- 大手町
- 丸の内
- 有楽町
- 内幸町
- 霞が関
- 永田町
- 日本橋
- 八重洲
- 京橋
- 銀座
- 新橋

### 副都心
ビジョンでは以下の通り
- 新宿副都心
- 渋谷副都心
- 池袋副都心
- 大崎副都心
- 上野・浅草副都心
- 錦糸町・亀戸副都心
- 臨海副都心

### 新拠点
副都心に準ずる地域として経済活力などを支えるべく定めた拠点。交通の要衝であり、多様な機能を備えた複合拠点として再開発が進められている。   
- 品川
- 秋葉原
- 羽田

### 核都市
拠点機能を発揮する中核部分で、大規模な交通ターミナルを中心に都市基盤が整備されている。   
- 八王子
- 立川
- 町田
- 多摩ニュータウン
- 青梅

### 一般拠点地区
1994年の「業務商業施設マスタープラン」で定められた。次の業務施設集積地区と共に、鉄道沿線の中心地や副都心の後背地などが指定されている。   
- 高田馬場
- 蒲田
- 三軒茶屋
- 中野
- 南千住
- 北千住
- 練馬
- 府中
- 聖蹟桜ヶ丘 など。

### 業務施設集積地区
2001年の「東京の新しい都市づくりビジョン」で定められた。   
- 多摩ニュータウン 南大沢駅周辺（南大沢センター地区）
- みなみ野シティ（八王子ニュータウン地区）など。